# 龙瑞麟
龙瑞麟（1939年—1996年），男，湖南岳阳人，中国数学家，曾任中国科学院数学研究所所长、研究员、博士生导师。